# 13701 Roquebrune
13701 Roquebrune eller 1998 OR är en asteroid i huvudbältet som upptäcktes den 20 juli 1998 av OCA–DLR Asteroid Survey (ODAS). Den är uppkallad efter Roquebrune-sur-Argens i Frankrike.
Asteroiden har en diameter på ungefär 2 kilometer.